# 1386
Évszázadok: 13. század – 14. század – 15. század
Évtizedek: 1330-as évek – 1340-es évek – 1350-es évek – 1360-as évek – 1370-es évek – 1380-as évek – 1390-es évek – 1400-as évek – 1410-es évek – 1420-as évek – 1430-as évek
Évek: 1381 – 1382 – 1383 – 1384 –  1385 – 1386 – 1387 – 1388 – 1389 – 1390 – 1391

## Események

### Határozott dátumú események
- február 7. – Budán – a királynéi lakosztályban – Forgách Balázs étekfogómester halálosan megsebesíti Kis Károly királyt, aki 24-én meghal.[1]
- február 15. – Jogaila litván nagyfejedelem felveszi a keresztséget, és a Władysław (Ulászló) nevet kapja.[2]
- február 18. – Hedvig, Nagy Lajos magyar és lengyel király lánya férjhez megy Ulászló litván nagyfejedelemhez.[2]
- május 12. – Győrben megerősítik Luxemburgi Zsigmond országgyámi jogait.
- július 5. – Pensauriói János kerül a zenggi püspöki székbe.[3]
- július 9. – A sempachi csata. (Svájc kivívja a függetlenséget a Habsburgokkal szemben. A csatában III. Lipót osztrák herceg is elesik.)[4]
- július 14. – II. Lajos nápolyi király trónra lépése. (1400-ban megfosztják a tróntól.)
- július 25. – A lázadó Horváti János és Palisnai János nagyobb csapata Gara vára közelében megtámadja és elfogják a Délvidék lecsillapítására indult Erzsébet és Mária királynékat, Garai Miklóst és Forgách Balázst pedig megölik.[1]
- szeptember 23. – I. Dan fejedelmet Öreg Mircea követi a havasalföldi fejedelmi trónon (1418-ig uralkodik).
- október 1. – A heidelbergi egyetem alapítása, a párizsi studium generale mintájára.

### Határozatlan dátumú események
- az év folyamán – A grönlandi viking kolónia behódol a norvég királynak.
- A veszprémi káptalan tiltakozást jelent be, mivel a Vezsenyiek erőszakkal távolították el az ő földjüket képező Pécsely határában emelkedő Szabad-hegyen felállított határjeleket, hogy annak helyébe várat emeljenek. (Zádor-vár)

## Halálozások
- február 24. – II. Károly magyar király, aki III. Károly néven nápolyi király is (* 1345)
- július 9. – III. Lipót osztrák herceg (* 1351)
- július 25. – Garai Miklós nádor
- július 25. – Forgách Balázs étekfogómester